# Metallic K.O.
Metallic K.O. är ett livealbum av The Stooges, utgivet 1976.
Albumet är inspelat på en rullbandspelare, med låg inspelningskvalitet, och gavs ursprungligen ut som en bootleg. Det är inspelat under två konserter på Michigan Palace i Detroit i slutet av bandets karriär och består av den avslutande delen av båda konserterna. En senare utgåva kallad Metallic 2X K.O. innehöll hela konserterna.
Albumet innehåller bland annat flera låtar som tidigare var outgivna, som Cock in Pocket och I Got a Right, och en vulgär tolkning av Richard Berrys Louie, Louie. Det har blivit känt för Iggy Pops hetsande och hånande av publiken, vilken svarar genom att kasta saker på honom.

## Låtlista
Samtliga låtar skrivna av Iggy Pop och James Williamson, om annat inte anges.
1. "Heavy Liquid" - 3:24
2. "I Got Nothin'" - 4:29
3. "Rich Bitch" - 11:46
4. "Gimme Danger" - 8:12
5. "Cock in My Pocket" - 7:08
6. "Louie, Louie" (Richard Berry) - 3:41
7. "Raw Power" - 5:47
8. "Head On" - 8:30
9. "Gimme Danger" - 7:11
10. "Search and Destroy" - 8:44
11. "Heavy Liquid" - 9:52
12. "Open up and Bleed" - 3:55